# Język kreolski Reunionu
Język kreolski Reunionu – język kreolski powstały na bazie francuskiego z wpływami języków afrykańskich, indyjskich i malgaskich. Posługują się nim głównie mieszkańcy Wyspy Réunion (455 tys. osób).
Wywodzi się z grupy burbońskich języków kreolskich (powstałych z konfrontacji języków pierwszych mieszkańców Wyspy Burbonów – dawna nazwa Wyspy Réunion), obejmujących obszar Oceanu Indyjskiego. Jest on zakorzeniony wśród ludności wyspy. Przeważnie język francuski służy mieszkańcom Réunion tylko w pracy lub podczas oglądania telewizji. Edukacja szkolna w języku francuskim rozpoczyna się zwykle w wieku 4–5 lat. W odróżnieniu od kreolskiego z Mauritiusa, początkowo bliższego francuskiemu, kreolski Reunionu pozostaje pod silnym wpływem francuskiego, wciąż obecnego w mediach i życiu codziennym mieszkańców wyspy.